# Kapitan Ameryka: Pierwsze starcie
Kapitan Ameryka: Pierwsze starcie, również Captain America: Pierwsze starcie (oryg. Captain America: The First Avenger) – amerykański fantastycznonaukowy film akcji z 2011 roku na podstawie serii komiksów o superbohaterze o pseudonimie Kapitan Ameryka wydawnictwa Marvel Comics. Za reżyserię odpowiadał Joe Johnston na podstawie scenariusza Christophera Markusa i Stephena McFeelya. Tytułową rolę zagrał Chris Evans, a obok niego w rolach głównych wystąpili: Tommy Lee Jones, Hugo Weaving, Hayley Atwell, Sebastian Stan, Dominic Cooper, Neal McDonough, Derek Luke i Stanley Tucci.
Film koncentruje się na wydarzeniach w czasie II wojny światowej, opowiadając historię Steve’a Rogersa, chorowitego chłopaka z Brooklynu, który bierze udział w programie superżołnierza i staje się superbohaterem o pseudonimie „Kapitan Ameryka”. Musi się zmierzyć z Czerwoną Czaszką: prawą ręką Hitlera i liderem organizacji Hydra, którego celem jest wykorzystanie tajemniczego artefaktu o nazwie Tesseract do zdobycia energetycznej dominacji na świecie.
Pierwsze starcie wchodzi w skład I Fazy Filmowego Uniwersum Marvela. Jest to piąty film należący do tej franczyzy i stanowi część jej pierwszego rozdziału zatytułowanego Saga Nieskończoności. Powstały jego dwie kontynuacje: Kapitan Ameryka: Zimowy żołnierz z 2014 i Kapitan Ameryka: Wojna bohaterów z 2016 roku. W latach 2015–2016 roku stacja ABC emitowała serialowy spin-off, Agentka Carter, z Atwell w tytułowej roli. Na 2025 rok zapowiedziano czwarty film serii, Kapitan Ameryka: Nowy wspaniały świat.
Światowa premiera filmu miała miejsce 19 lipca 2011 roku w Los Angeles. W Polsce produkcja ta zadebiutowała 5 sierpnia tego samego roku. Pierwsze starcie zarobiło ponad 370 milionów dolarów, przy budżecie wynoszącym 140 milionów. Film otrzymał pozytywne oceny od krytyków.

## Streszczenie fabuły
W czasach współczesnych naukowcy na Arktyce odnajdują tajemniczy okrągły przedmiot w kokpicie opuszczonego samolotu .
W marcu 1942 roku nazistowski oficer Johann Schmidt i jego ludzie przybywają do miasta Tønsberg w okupowanej przez Niemców Norwegii, gdzie kradną tajemniczy relikt o nazwie Tesseract. W tym czasie w Nowym Jorku Steve Rogers próbuje bezskutecznie zaciągnąć się do wojska. Jego podanie zostaje odrzucone z powodu problemów zdrowotnych. Kolejną próbę zaciągnięcia się podejmuje podczas wystawy przyszłych technologii, na którą wybiera z przyjacielem, sierżantem Buckym Barnesem. Rozmowę Rogersa i Barnesa o jego chęci pomocy podczas wojny podsłuchuje doktor Abraham Erskine, który pomaga Rogersowi wstąpić do wojska. Zostaje on zwerbowany przez Naukowe Rezerwy Strategiczne do projektu superżołnierza, którym kieruje Erskine, pułkownik Chester Phillips i brytyjska agentka Peggy Carter. W noc przed zabiegiem Erskine informuje Rogersa, że Schmidt również był poddany programowi superżołnierza, jednak serum użyte przy zabiegu było niedopracowane i spowodowało trwałe skutki uboczne .
W Europie Schmidt i doktor Arnim Zola badają właściwości Tesseractu i planują wykorzystać jego energię do wynalazków Zoli. Schmidt odkrywa miejsce pobytu Erskine’a i nasyła do niego zabójcę. W Stanach Zjednoczonych Rogers zostaje poddany eksperymentowi w programie superżołnierza, po którym staje się wyższy i dobrze zbudowany. Następnie Heinz Kruger, zabójca nasłany przez Schmidta będący jednym z widzów uczestniczących w eksperymencie zabija doktora Erskine’a. Rogers dogania uciekającego Krugera, jednak ten popełnia samobójstwo połykając kapsułkę z cyjankiem .
Senator Brandt każe Rogersowi jeździć po kraju w barwnym stroju i występować jako „Kapitan Ameryka” zamiast poddać go badaniom i próbować odkryć formułę Erskine’a. W 1943 roku, podczas trasy we Włoszech, Rogers dowiaduje się, że jednostka, w której służył Barnes, została pokonana przez siły Schmidta. Rogers nie wierzy w śmierć przyjaciela i postanawia wyruszyć w samotną misję odbicia go. Pomagają mu w tym Peggy Carter i Howard Stark. Rogers dostaje się do bazy Schmidta i uwalnia Barnesa oraz pozostałych więźniów. Rogers konfrontuje się ze Schmidtem, który zdejmuje maskę, odsłaniając czerwone, podobne do czaszki oblicze, dzięki któremu zyskał przydomek „Czerwona Czaszka”. Schmidt ucieka, a Rogers wraz z uwolnionymi żołnierzami powraca do bazy .
Rogers rekrutuje Barnesa, Dugana, Derniera, Falswortha, Jonesa i Moritę do ataków na bazy Hydry. Stark wyposaża Rogersa w zaawansowany sprzęt, w tym w okrągłą tarczę wykonaną z vibranium. Steve wraz z zespołem uniemożliwiają operacje Hydry. Kiedy atakują pociąg przewożący Zolę, Barnes spada w przepaść i ginie. Dzięki informacjom od Zoli dowiadują się, gdzie przebywa Schmidt oraz że konstruuje on broń masowej zagłady, której chce użyć między innymi przeciw Stanom Zjednoczonym. Podczas ataku Rogersa i jego drużyny Schmidt próbuje uciec z Tesseractem samolotem. Dogania go Rogers i podczas lotu zaczynają ze sobą walczyć. Kiedy Schmidt bierze Tesseract z uszkodzonego pojemnika, opakowanie nagle znika, a kostka wypala dziurę w pokładzie samolotu i spada do oceanu. Rogers, nie widząc sposobu bezpiecznego lądowania bez detonacji ładunków na pokładzie samolotu, decyduje się go rozbić na Arktyce. Starkowi udaje się odnaleźć Tesseract na dnie oceanu, jednak nie jest w stanie zlokalizować Rogersa i samolotu. Rogers zostaje uznany za zmarłego .
Rogers budzi się w sali szpitalnej w stylu lat czterdziestych. Wnioskując, że coś jest nie tak, ucieka na zewnątrz. Okazuje się, że znajduje się na współczesnym Times Square. Tam Nick Fury, dyrektor T.A.R.C.Z.Y., informuje go, że przespał prawie siedemdziesiąt lat. W scenie po napisach Fury odwiedza Rogersa i informuje o nadchodzącej misji .

## Obsada
| Polski dubbing |
| • Paweł Ciołkosz jako Steve Rogers / Kapitan Ameryka • Jerzy Radziwiłowicz jako Chester Phillips • Jacek Lenartowicz jako Johann Schmidt / Czerwona Czaszka • Maria Pawłowska jako Peggy Carter • Marcin Hycnar jako James „Bucky” Barnes • Krzysztof Szczepaniak jako Howard Stark • Damian Aleksander jako Timothy „Dum Dum” Dugan • Michał Sitarski jako Gabe Jones • Krzysztof Dracz jako Abraham Erskine |

- Chris Evans jako Steve Rogers / Kapitan Ameryka, był schorowanym i drobnym chłopakiem, który podczas II wojny światowej został poddany działaniu serum superżołnierza. Spędził kilkadziesiąt lat w letargu zamrożony w lodowcu i został z niego przebudzony w latach współczesnych[6].
- Tommy Lee Jones jako Chester Phillips, kapitan armii Stanów Zjednoczonych podczas II wojny światowej, dyrektor Naukowych Rezerw Strategicznych[7]
- Hugo Weaving jako Johann Schmidt / Czerwona Czaszka, członek Hydry, człowiek Adolfa Hitlera do spraw zaawansowanej technologii zbrojeniowej, który ma plan zawładnięcia światem dzięki magicznemu obiektowi o nazwie Tesseract. Został poddany działaniu niedopracowanego serum superżołnierza[6].
- Hayley Atwell jako Peggy Carter, agentka Naukowych Rezerw Strategicznych, obiekt uczuć Rogersa[8].
- Sebastian Stan jako James „Bucky” Barnes, najlepszy przyjaciel Steve’a Rogersa, który brał udział w walkach podczas II wojny światowej[9].
- Dominic Cooper jako Howard Stark, przyszły ojciec Tony’ego Starka, który podczas II wojny światowej wykonywał wiele rządowych projektów zbrojeniowych[10].
- Neal McDonough jako Timothy „Dum Dum” Dugan, amerykański żołnierz biorący udział w walkach podczas II wojny światowej. Należał do elitarnej grupy komandosów dowodzonej przez Steve’a Rogersa[11].
- Derek Luke jako Gabe Jones, amerykański żołnierz biorący udział w walkach podczas II wojny światowej. Należał do elitarnej grupy komandosów dowodzonej przez Steve’a Rogersa[12].
- Stanley Tucci jako Abraham Erskine, naukowiec, który stworzył serum superżołnierza[13].

W filmie ponadto wystąpili: Kenneth Choi, J.J. Feild i Bruno Ricci jako Jim Morita, James Montgomery Falsworth i Jacques Dernier, żołnierze należący do elitarnej grupy komandosów dowodzonej przez Steve’a Rogersa; Richard Armitage jako Heinz Kruger, zabójca pracujący dla Czerwonej Czaszki; Toby Jones jako Arnim Zola, biochemik Hydry; Lex Shrapnel jako Gilmore Hodge, kandydat do programu superżołnierza; Michael Brandon jako Brandt, senator kongresu; Natalie Dormer jako Lorraine, szeregowiec, która próbuje uwieść Rogersa oraz Jenna Coleman jako Connie, randka Barnesa podczas World Expo.
Samuel L. Jackson powtórzył swoją rolę z poprzednich filmów jako dyrektor T.A.R.C.Z.Y., Nick Fury. W roli cameo pojawił się twórca komiksów Marvela, Stan Lee jako generał.

## Produkcja

### Rozwój projektu

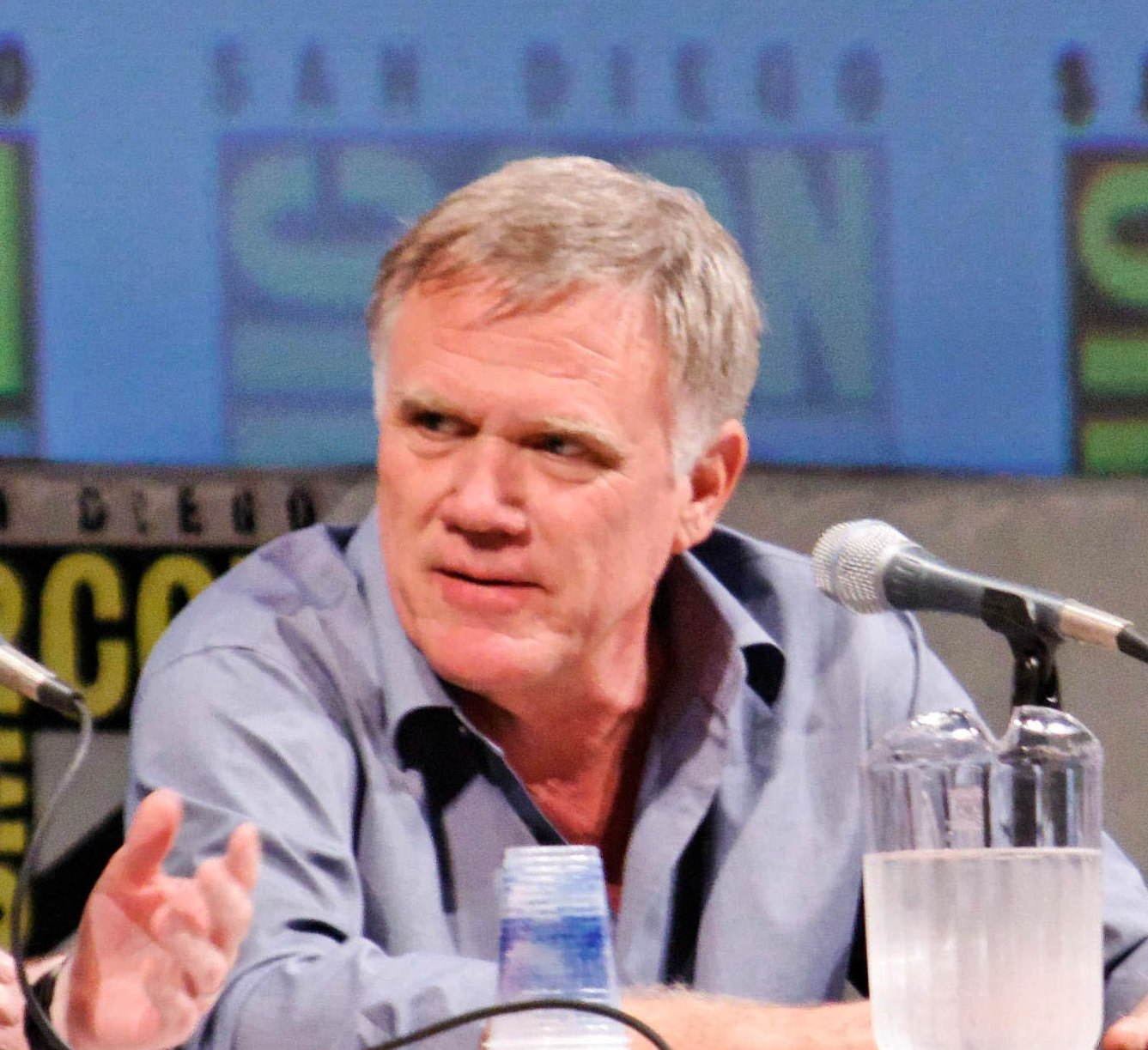
Joe Johnston, reżyser filmu

W kwietniu 1997 roku Marvel Enterprises rozpoczęło negocjacje z Markiem Gordonem i Garym Levinsohnem dotyczące produkcji filmu o Kaptanie Ameryce na podstawie scenariusza autorstwa Larry’ego Wilsona oraz Lesliego Bohema. W maju 2000 roku studio nawiązało współpracę z Artisan Entertainment dotyczącą współprodukcji, finansowania i dystrybucji filmu. Produkcja filmu została przerwana z powodu sporu o prawa do postaci między Marvel Comics a Joe Simonem. Konflikt ten został rozstrzygnięty we wrześniu 2003 roku, a studio rozważało sprzedaż praw do ekranizacji Warner Bros. W tym czasie David Maisel zasugerował, że Marvel Studios powinno samodzielnie wyprodukować film. W 2005 roku studio pozyskało 525 milionów dolarów od Merrill Lynch, co umożliwiło samodzielną produkcję filmu. Studio zawarło umowę z Paramount Pictures dotyczącą dystrybucji filmu. Avi Arad zaproponował Jonowi Favreau stanowisko reżysera, jednak ten wybrał pracę przy filmie Iron Man. W kwietniu 2006 roku David Self został zatrudniony do napisania scenariusza. W tym samym roku Joe Johnston rozpoczął rozmowy ze studiem dotyczące wyreżyserowania filmu.
W 2007 roku Kevin Feige poinformował, że znaczna część filmu będzie osadzona w czasie II wojny światowej, zanim akcja przeniesie się do współczesności. Prace nad filmem zostały wstrzymane w latach 2007–2008 wskutek strajku scenarzystów w Stanach Zjednoczonych. W styczniu 2008 roku Marvel Entertainment doszło do porozumienia ze związkiem zawodowym scenarzystów, dzięki czemu powrócono do prac nad projektami studia. W maju ujawniono amerykańską datę premiery filmu, którą zaplanowano na 6 maja 2011 roku. W październiku poinformowano, że Johnston został zatrudniony na stanowisko reżysera, a Christopher Markus i Stephen McFeely napiszą scenariusz. W kwietniu 2010 roku data premiery została przesunięta na 22 lipca; ujawniono także, że pełny tytuł filmu brzmi Captain America: The First Avenger.

### Casting
W marcu 2010 roku poinformowano, że Chris Evans otrzymał rolę Kapitana Ameryki. Studio również brało pod uwagę Johna Krasinskiego, Channinga Tatuma, Chace’a Crawforda, Ryana Phillippe’a, Garretta Hedlunda, Michaela Cassidy’ego, Patricka Fluegera, Scotta Portera i Wilsona Bethela. W tym samym miesiącu ujawniono, że Hugo Weaving zagra głównego przeciwnika, Czerwoną Czaszkę.
W kwietniu do obsady dołączyli: Sebastian Stan jako Bucky Barnes, Hayley Atwell jako Peggy Carter i Samuel L. Jackson jako Nick Fury. W maju poinformowano, że Toby Jones kończy negocjacje dotyczące roli Arnima Zoli. Ujawniono wtedy również, że Dominic Cooper zagra młodszą wersję Howarda Starka, a do obsady dołączył Tommy Lee Jones jako Chester Phillips. W czerwcu poinformowano, że w filmie wystąpią: Neal McDonough jako Dum Dum Dugan i Stanley Tucci jako Abraham Erskine.
Na początku 2011 roku ujawniono, że Richard Armitage zagra Heinza Krugera, Natalie Dormer pojawi się jako Lorraine, a Derek Luke jako Gabe Jones.

### Zdjęcia i postprodukcja

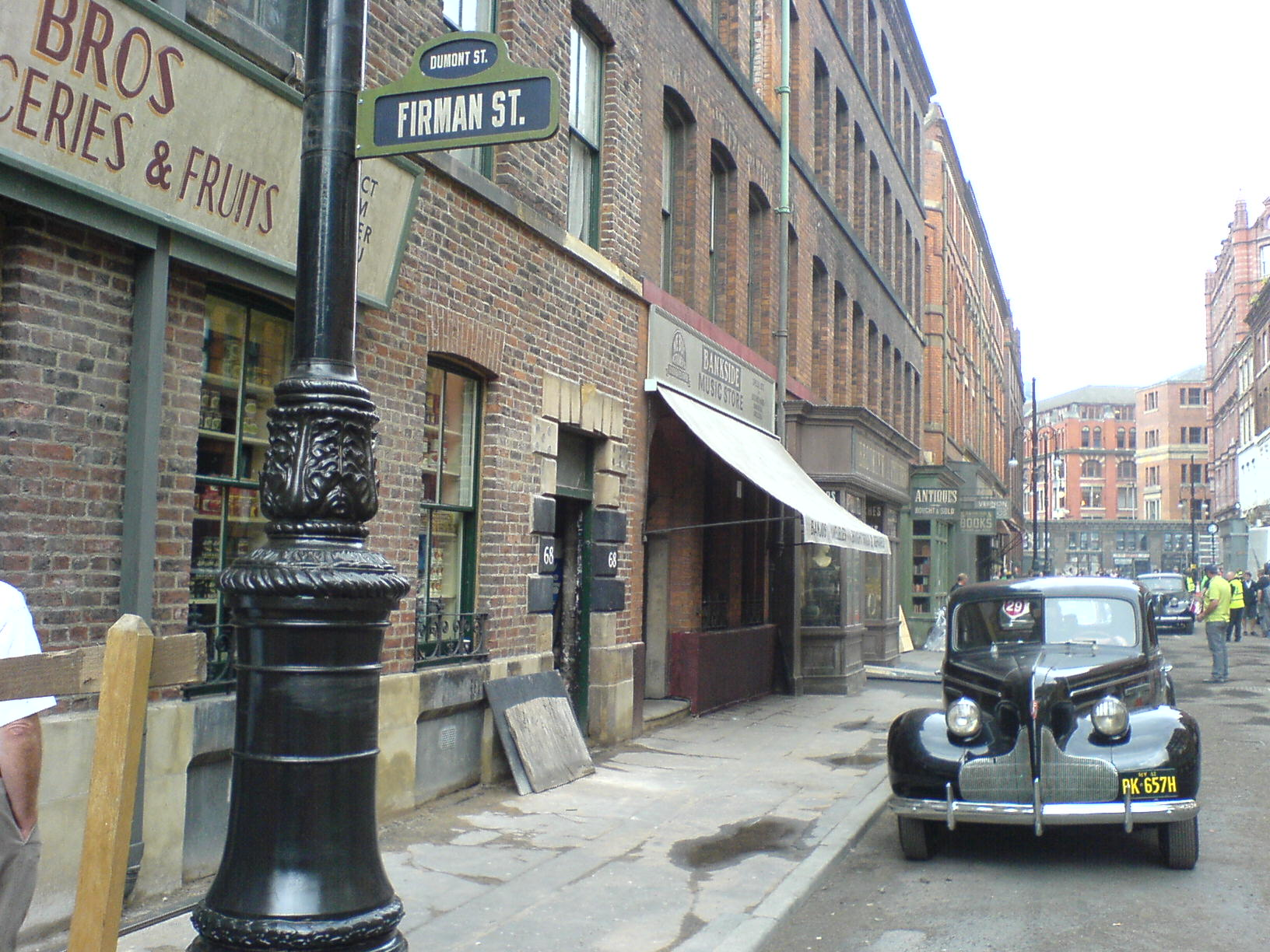
Plan zdjęciowy w Manchesterze

Zdjęcia do filmu rozpoczęły się 12 lipca 2010 roku w Londynie pod roboczym tytułem FrostBite. W sierpniu zrealizowano sceny wojenne, które zostały nakręcone w walijskiej wiosce Caerwent (hrabstwo Monmouthshire). Następnie prace na planie przeniosły się do Manchesteru i do Liverpoolu. Oba miasta dublowały w filmie Manhattan. Zdjęcia zrealizowano również w miasteczku Aldershot oraz w Shepperton Studios i Pinewood Studios. Prace na planie zakończyły się 19 listopada, a odpowiadał za nie Shelly Johnson. Scenografią zajął się Rich Heinrichs, a kostiumy zaprojektował Kenny Crouch.
Dodatkowe zdjęcia do filmu zrealizowano w kwietniu 2011 roku w Wielkiej Brytanii i w Los Angeles w Stanach Zjednoczonych. W tym samym miesiącu nakręcono również scenę na Times Square w Nowym Jorku. Montażem zajęli się Jeffrey Ford i Robert Dalva. Za efekty specjalne odpowiadali Paul Corbould i Chris Townsend, a zajmowały się nimi studia produkcyjne: Double Negative, Lola VFX, Framestore, Senate Visual Effects, Fuel VFX, Trixter, Look Effects, Whiskytree, Luma Pictures, Evil Eye Pictures, Rise FX, Method Studios.
Luma Pictures pracowało nad sceną w dokach. Double Negative przygotowało sceny w fabryce broni Hydry, sceny na Arktyce oraz wygląd bombowca. Framestore pracowało nad scenami z udziałem Czerwonej Czaszki zagranej przez Hugo Weavinga. Aktor miał wykonaną charakteryzację postaci, na której nosił lateksową maskę ze swoją własną twarzą. Method Studios przygotowało scenę w samolocie Howarda Starka. Trixter zajęło się scenami we wnętrzach pociągu Hydry. Lola VFX pracowała nad scenami z cherlawym Steve’em Rogersem. Leander Deeny był dublerem Chrisa Evansa w tych scenach. Joe Johnston wyjawił, że były one kręcone czterokrotnie. Na początku Evans z pozostałymi aktorami, później sam Evans, następnie pozostali aktorzy bez Evansa, a na końcu z Deeny’em zamiast Evansa, któremu cyfrowo podmieniano twarz.

## Muzyka
W lutym 2011 roku poinformowano, że Alan Silvestri został zatrudniony do skomponowania muzyki do filmu. Ścieżka dźwiękowa została nagrana w Air Lyndhurst Studio w Londynie. Album z muzyką Silvestriego, Captain America: The First Avenger Original Motion Picture Soundtrack, został wydany 19 lipca 2011 roku przez Buena Vista Records. Zawiera on również utwór „Star Spangled Man” z muzyką Alana Menkena i słowami Davida Zippela.
| Captain America: The First Avenger Original Motion Picture Soundtrack – 2011 | Captain America: The First Avenger Original Motion Picture Soundtrack – 2011 | Captain America: The First Avenger Original Motion Picture Soundtrack – 2011 | Captain America: The First Avenger Original Motion Picture Soundtrack – 2011 | Captain America: The First Avenger Original Motion Picture Soundtrack – 2011 |
| Nr                                                                           | Tytuł utworu                                                                 | Tekst                                                                        | Muzyka                                                                       | Długość                                                                      |
| ---------------------------------------------------------------------------- | ---------------------------------------------------------------------------- | ---------------------------------------------------------------------------- | ---------------------------------------------------------------------------- | ---------------------------------------------------------------------------- |
| 1.                                                                           | „Captain America Main Titles”                                                |                                                                              | A. Silvestri                                                                 | 0:56                                                                         |
| 2.                                                                           | „Frozen Wasteland”                                                           |                                                                              | A. Silvestri                                                                 | 1:53                                                                         |
| 3.                                                                           | „Schmidt's Treasure”                                                         |                                                                              | A. Silvestri                                                                 | 3:01                                                                         |
| 4.                                                                           | „Farewell to Bucky”                                                          |                                                                              | A. Silvestri                                                                 | 2:50                                                                         |
| 5.                                                                           | „Hydra Lab”                                                                  |                                                                              | A. Silvestri                                                                 | 1:54                                                                         |
| 6.                                                                           | „Training the Supersoldier”                                                  |                                                                              | A. Silvestri                                                                 | 1:08                                                                         |
| 7.                                                                           | „Schmidt's Story”                                                            |                                                                              | A. Silvestri                                                                 | 1:59                                                                         |
| 8.                                                                           | „VitaRays”                                                                   |                                                                              | A. Silvestri                                                                 | 4:25                                                                         |
| 9.                                                                           | „Captain America „We Did It””                                                |                                                                              | A. Silvestri                                                                 | 1:59                                                                         |
| 10.                                                                          | „Kruger Chase”                                                               |                                                                              | A. Silvestri                                                                 | 2:55                                                                         |
| 11.                                                                          | „Hostage On the Pier”                                                        |                                                                              | A. Silvestri                                                                 | 2:46                                                                         |
| 12.                                                                          | „General's Resign”                                                           |                                                                              | A. Silvestri                                                                 | 2:18                                                                         |
| 13.                                                                          | „Unauthorized Night Flight”                                                  |                                                                              | A. Silvestri                                                                 | 3:13                                                                         |
| 14.                                                                          | „Troop Liberation”                                                           |                                                                              | A. Silvestri                                                                 | 5:06                                                                         |
| 15.                                                                          | „Factory Inferno”                                                            |                                                                              | A. Silvestri                                                                 | 5:06                                                                         |
| 16.                                                                          | „Triumphant Return”                                                          |                                                                              | A. Silvestri                                                                 | 2:16                                                                         |
| 17.                                                                          | „Howling Commando's Montage”                                                 |                                                                              | A. Silvestri                                                                 | 2:16                                                                         |
| 18.                                                                          | „Hydra Train”                                                                |                                                                              | A. Silvestri                                                                 | 3:27                                                                         |
| 19.                                                                          | „Rain Fire Upon Them”                                                        |                                                                              | A. Silvestri                                                                 | 1:39                                                                         |
| 20.                                                                          | „Motorcycle Mayhem”                                                          |                                                                              | A. Silvestri                                                                 | 3:05                                                                         |
| 21.                                                                          | „Invasion”                                                                   |                                                                              | A. Silvestri                                                                 | 5:09                                                                         |
| 22.                                                                          | „Fight on the Flight Deck”                                                   |                                                                              | A. Silvestri                                                                 | 3:30                                                                         |
| 23.                                                                          | „This is My Choice”                                                          |                                                                              | A. Silvestri                                                                 | 3:26                                                                         |
| 24.                                                                          | „Passage of Time”                                                            |                                                                              | A. Silvestri                                                                 | 1:35                                                                         |
| 25.                                                                          | „Captain America”                                                            |                                                                              | A. Silvestri                                                                 | 1:08                                                                         |
| 26.                                                                          | „Star Spangled Man”                                                          | D. Zippel                                                                    | A. Menken                                                                    | 2:53                                                                         |
| 27.                                                                          | „Captain America March”                                                      |                                                                              | A. Silvestri                                                                 | 2:36                                                                         |
|                                                                              |                                                                              |                                                                              |                                                                              | 1:14:29                                                                      |

## Promocja

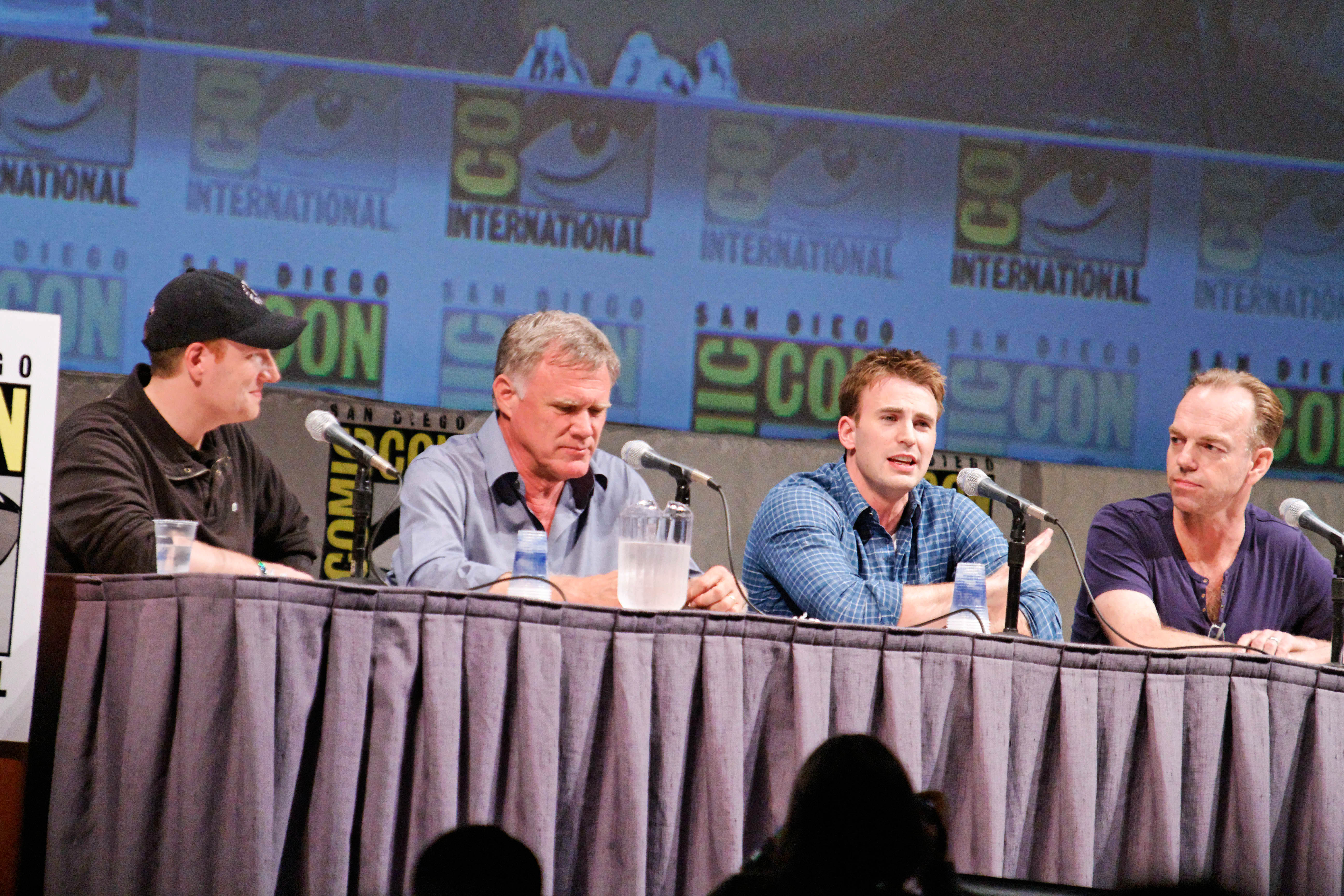
Kevin Feige, Joe Johnston, Chris Evans i Hugo Weaving podczas San Diego Comic Conu w 2010 roku

W lipcu 2010 roku Joe Johnston, Chris Evans i Hugo Weaving pojawili się na panelu Marvel Studios podczas San Diego Comic-Conu. 6 lutego 2011 roku zaprezentowano spot promujący film podczas Super Bowl XLV. 23 marca ukazał się zwiastun filmu.
19 lipca Sega wydała grę wideo Captain America: Super Soldier. Jej scenariusz został napisany przez Christosa Gage’a. Chris Evans, Neal McDonough, Sebastian Stan, J.J. Feild, Hayley Atwell i Kenneth Choi powtarzają swoje role z filmu. Gra została wydana na konsolach: PlayStation 3, Wii i Xbox 360 oraz na przenośnych konsolach: Nintendo DS i Nintendo 3DS.
Partnerami promocyjnymi filmu były firmy Harley-Davidson, Dunkin’ Donuts i Baskin-Robbins.
Komiksy powiązane / Przewodniki
Od 6 lutego do 1 grudnia 2011 roku Marvel Comics wydało złożony z ośmiu zeszytów komiks Captain America: First Vengeance, za którego scenariusz odpowiadał Fred Van Lente, a za rysunki Neil Edwards, Luke Ross, Rich Elson, Andy Smith i Javi Fernandez. 6 lipca ukazał się jedno-zeszytowy komiks inspirowany filmem, Captain America & Thor: Avengers, do którego scenariusz napisał Van Lente, a za rysunki odpowiadał Ron Lim. Jest to zbiór dwóch opowiadań inspirowanych odpowiednio filmami Thor i Kapitan Ameryka: Pierwsze starcie. 6 listopada i 11 grudnia 2013 roku została wydana dwu-zeszytowa adaptacja filmu ze scenariuszem Christosa Gage’a i rysunkami Wellintona Alvesa.
27 stycznia 2016 roku został wydany cyfrowo Guidebook to the Marvel Cinematic Universe: Marvel’s Captain America: The First Avenger, który zawiera fakty dotyczące filmu, porównania do komiksów oraz informacje produkcyjne . 5 kwietnia 2017 roku udostępniono drukiem wydanie zbiorcze, w którym znalazła się także treść tego przewodnika, zatytułowana Marvel Cinematic Universe Guidebook: The Avengers Initiative.

## Wydanie

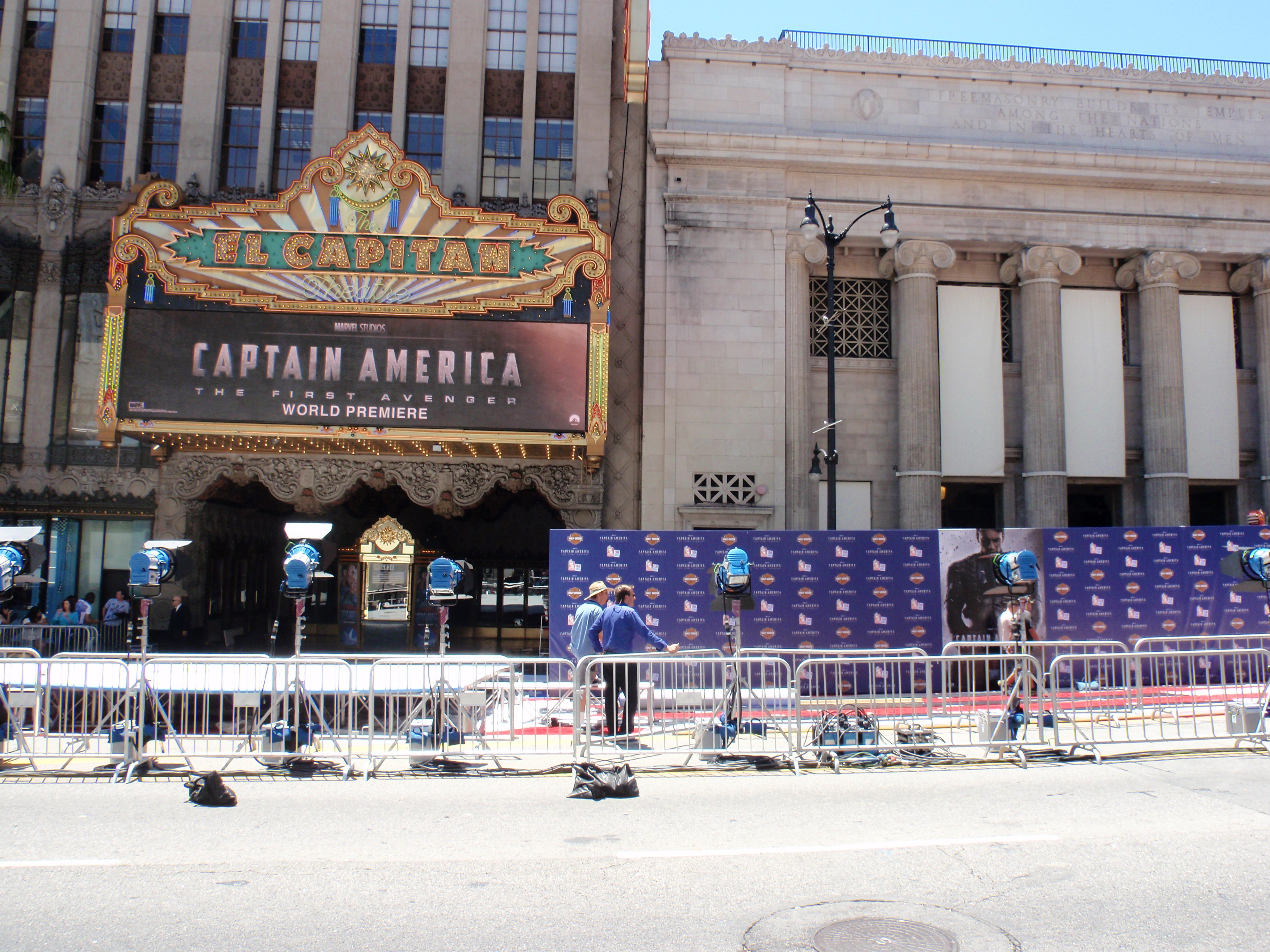
El Capitan Theatre w Hollywood przed światową premierą

Światowa premiera filmu Kapitan Ameryka: Pierwsze starcie miała miejsce 19 lipca 2011 roku w El Capitan Theatre w Los Angeles. W wydarzeniu uczestniczyła obsada i ekipa produkcyjna filmu oraz zaproszeni specjalni goście. Premierze tej towarzyszył czerwony dywan oraz szereg konferencji prasowych. 21 lipca film został pokazany publiczości San Diego Comic-Conu.
Film zadebiutował dla szerszej publiczności 22 lipca w Stanach Zjednoczonych, Kanadzie i we Włoszech. 27 lipca pojawił się na Filipinach i Islandii. Od 28 lipca dostępny był w Holandii, Peru, Australii, Nowej Zelandii, Rosji i Korei Południowej. Następnego dnia, 29 lipca, zadebiutował w Brazylii, Meksyku, Wielkiej Brytanii i na Tajwanie. W Portugalii, Hongkongu i na Węgrzech pojawił się 4 sierpnia. W Hiszpanii i Polsce dostępny był od 5 sierpnia. W Indiach, Norwegii i Szwecji zadebiutował 12 sierpnia. W Belgii, Szwajcarii i we Francji pojawił się 17 sierpnia. 18 sierpnia dostępny był w Niemczech. 1 września zadebiutował w Grecji i Zjednoczonych Emiratach Arabskich, od 2 września dostępny był w Turcji, a 15 października pojawił się w Japonii. Początkowo data amerykańskiej premiery filmu została wyznaczona na 6 maja 2011 roku.
Film został wydany na nośnikach DVD i Blu-ray 25 października 2011 roku w Stanach Zjednoczonych przez Paramount Home Media Distribution. W Polsce został on wydany 1 grudnia przez Imperial CinePix. Wersja Blu-ray zawiera film krótkometrażowy Ciekawa rzecz spotkała nas przy młocie Thora (oryg. A Funny Thing Happened on the Way to Thor’s Hammer) z serii Marvel One-Shots, który bezpośrednio nawiązuje do wydarzeń z filmu Thor.
2 kwietnia 2013 roku film został wydany również w 10-dyskowej wersji kolekcjonerskiej Marvel Cinematic Universe: Phase One Collection, która zawiera 6 filmów Fazy Pierwszej, a 15 listopada tego samego roku został zawarty w specjalnej edycji zawierającej 23 filmy franczyzy tworzące The Infinity Saga.
Dystrybutorem filmu było Paramount Pictures, a w Polsce United International Pictures, gdzie film był pokazywany w kinach pod tytułem Captain America: Pierwsze starcie. Pod tym samym tytułem film został wydany na DVD i Blu-ray. W 2013 roku prawa do dystrybucji zostały odkupione przez The Walt Disney Company, który pomimo pełnego spolszczenia kolejnych tytułów serii, Kapitan Ameryka: Zimowy żołnierz i Kapitan Ameryka: Wojna bohaterów, pozostał przy tytule nadanym przez UIP. Natomiast w telewizji film pokazywany jest pod w pełni spolszczonym tytułem, Kapitan Ameryka: Pierwsze starcie. Od 14 czerwca 2022 roku, wraz z uruchomieniem Disney+ w Polsce, tytuł filmu został całkowicie spolszczony przez dystrybutora.

## Odbiór

### Box office
Pierwsze starcie, przy budżecie wynoszącym 140 milionów dolarów, w weekend otwarcia w Stanach Zjednoczonych i Kanadzie zarobił ponad 65 milionów. Jego łączny przychód z biletów na świecie osiągnął ponad 370 milionów dolarów, z czego w Stanach Zjednoczonych i Kanadzie zarobił ponad 176 milionów.
Do największych rynków należały: Brazylia (20,7 miliona), Meksyk (20,2 miliona), Wielka Brytania (14,7 miliona), Australia (11,1 miliona), Francja (10,3 miliona), Rosja (8,6 miliona), Włochy (8,6 miliona) i Hiszpania (7,7 miliona). W Polsce w weekend otwarcia film zarobił ponad 190 tysięcy dolarów, a w sumie ponad 450 tysięcy.

### Krytyka w mediach
Film spotkał się z przeważnie pozytywną reakcją krytyków. W serwisie Rotten Tomatoes 80% z 272 recenzji uznano za pozytywne, a średnia ocen wystawionych na ich podstawie wyniosła 7/10. Na portalu Metacritic średnia ważona ocen z 43 recenzji wyniosła 66 punktów na 100. Natomiast według serwisu CinemaScore, zajmującego się mierzeniem atrakcyjności filmów w Stanach Zjednoczonych, publiczność przyznała mu ocenę A- w skali od F do A+.
Roger Ebert z „Chicago Sun-Times” powiedział: „Podobał mi się ten film. Doceniam umiejscowienie akcji w latach czterdziestych i kostiumy z tamtych lat... Podziwiałem sposób, w jaki reżyser Joe Johnston prowadzi narrację”. A.O. Scott z „The New York Times” stwierdził, że jest to: „całkiem dobra zabawa”. Kirk Honeycutt z „The Hollywood Reporter” napisał: „Jako ostatni prequel przed przyszłorocznym Avengers, biorąc pod uwagę obie części Iron Mana i Incredible Hulka, ten film wydaje się zbyt uproszczony i rutynowy”. Colin Kennedy z „Empire Magazine” stwierdził: „Uroczy, przystojny i pełny werwy – wszystko czego brakuje 70-letniemu Capowi, to cios nokautujący. Mimo to należy oddać honor Johnstonowi za staromodne serce w cynicznych czasach, a Marvel powinien zostać zamknięty w koszarach za cyniczny marketing”. Peter Bradshaw z „The Guardian” napisał: „Ostatnia scena filmu i ostatnia linijka Kapitana Ameryki są dość genialne – choć wprawdzie mniej genialne, jeśli ich jedynym celem jest tworzenie sequeli”. Phil Pirrello z IGN stwierdził: „Jest to raczej «dobry» film, bardzo skuteczna i przyjemna poranna rozrywka”. Tasha Robinson z AV Club napisała: „Lista elementów zadowalających publiczność wydaje się wątpliwie skalkulowana i ambitnie długa”. Peter Travers z „Rolling Stone” stwierdził: „Evans (...) sprawia, że nie możemy się doczekać przyszłorocznego Avengers”. David Edelstein z Vulture napisał: „Retro-nostalgiczny Kapitan Ameryka wciąż wyraźnie wyprzedza swoich ostatnich konkurentów i pomaga spojrzeć na mścicieli Marvela z odpowiedniej perspektywy”.
Katarzyna Nowakowska z Dziennika.pl stwierdziła: „Smakowicie zaprojektowana retrofuturystyczna wizja rzeczywistości II wojny światowej jest scenerią dla opowieści o niespodziewanym bohaterze”. Marcin Pietrzyk z portalu Filmweb napisał: „...Marvel Studios: mają spójną wizję swoich produkcji i konsekwentnie się jej trzymają. Nie czują ambicji tworzenia kinowych arcydzieł... Stawiają raczej na bardzo solidną rozrywkę, mocno osadzoną w komiksowej tradycji, a przy tym są otwarci na nowe rozwiązania. Przy tak zakreślonych celach Kapitan Ameryka: Pierwsze starcie okazuje się dziełem skończonym, być może najlepszą lub ewentualnie drugą najlepszą (po Iron Manie) produkcją Marvela”. Grzegorz Fortuna z Klubu Miłośników Filmu stwierdził: „Pomimo tych wad, film Johnstona to znakomity wakacyjny blockbuster, zapewniający dwie godziny nieprzerwanej rozrywki. Jestem pewien, że gdybym miał dzisiaj dwanaście lat, zostawiłbym w kasie kina całe kieszonkowe”. Tomasz Pstrągowski z serwisu Wirtualna Polska napisał: „Najnowszy film Marvel Studios to dobre, gatunkowe kino superbohaterskie. Jest w nim wszystko, czego można oczekiwać. Nostalgia, porządny scenariusz, sporo naiwności i przekonujące efekty specjalne. Jeżeli czegoś Kapitanowi Ameryce brakuje, to osobowości – Joe Johnstonowi nie udało się wydusić z tej postaci nic ponad gwieździsty sztandar i rozczarowujące uproszczenia”. David Rydzek z NaEkranie.pl stwierdził: „Fabuła Kapitan Ameryka: Pierwsze starcie raz dłuży się i faszeruje widza patosem, a raz mknie do przodu, by przygotować go na nadchodzące Avengers. Scenarzystom nie udało się powtórzyć w tym aspekcie sukcesu ludzi, którzy napisali Thora – tam wprowadzenie postaci komiksowych do filmowego uniwersum obyło się bez spłycania do minimum ich genezy”.

### Nagrody i nominacje
| Rok  | Ceremonia                               | Kategoria                                                                               | Nominowani                                                         | Rezultat  | Przypis |
| ---- | --------------------------------------- | --------------------------------------------------------------------------------------- | ------------------------------------------------------------------ | --------- | ------- |
| 2011 | Teen Choice Awards                      | Film lata                                                                               | Kapitan Ameryka: Pierwsze starcie                                  | Nominacja | [ 92 ]  |
| 2011 | Teen Choice Awards                      | Aktor lata                                                                              | Chris Evans                                                        | Nominacja | [ 92 ]  |
| 2011 | Golden Schmoes Awards                   | Najlepsze efekty specjalne                                                              | Kapitan Ameryka: Pierwsze starcie                                  | Nominacja | [ 93 ]  |
| 2011 | Golden Schmoes Awards                   | Najlepszy plakat filmowy                                                                | Kapitan Ameryka: Pierwsze starcie                                  | Nominacja | [ 93 ]  |
| 2011 | IGN Summer Movie Awards                 | Najlepsza filmowa adaptacja komiksu                                                     | Kapitan Ameryka: Pierwsze starcie                                  | Nominacja | [ 94 ]  |
| 2011 | IGN Summer Movie Awards                 | Najlepsza obsada                                                                        | Kapitan Ameryka: Pierwsze starcie                                  | Nominacja | [ 95 ]  |
| 2011 | IGN Summer Movie Awards                 | Ulubiony bohater                                                                        | Chris Evans                                                        | Nominacja | [ 96 ]  |
| 2011 | IGN Summer Movie Awards                 | Ulubiony złoczyńca                                                                      | Hugo Weaving                                                       | Nominacja | [ 97 ]  |
| 2011 | IGN Summer Movie Awards                 | Ulubione cameo                                                                          | Jim Hammond                                                        | Nominacja | [ 98 ]  |
| 2011 | IGN Summer Movie Awards                 | Najlepsza broń                                                                          | Tarcza Kapitana Ameryki                                            | Nominacja | [ 99 ]  |
| 2011 | International Film Music Critics Awards | Najlepsza oryginalna ścieżka dźwiękowa w filmie akcji / filmie przygodowym / thrillerze | Alan Silvestri                                                     | Nominacja | [ 100 ] |
| 2011 | International Film Music Critics Awards | Najlepsza muzyka filmowa                                                                | Alan Silvestri                                                     | Nominacja | [ 100 ] |
| 2011 | Scream Awards                           | Ultimate Scream                                                                         | Kapitan Ameryka: Pierwsze starcie                                  | Nominacja | [ 101 ] |
| 2011 | Scream Awards                           | Najlepszy film fantastycznonaukowy                                                      | Kapitan Ameryka: Pierwsze starcie                                  | Nominacja | [ 101 ] |
| 2011 | Scream Awards                           | Najlepsza aktorka w filmie fantastycznonaukowym                                         | Hayley Atwell                                                      | Nominacja | [ 101 ] |
| 2011 | Scream Awards                           | Najlepszy aktor w filmie fantastycznonaukowym                                           | Chris Evans                                                        | Nominacja | [ 101 ] |
| 2011 | Scream Awards                           | Najlepszy złoczyńca                                                                     | Hugo Weaving                                                       | Nominacja | [ 101 ] |
| 2011 | Scream Awards                           | Najlepszy superbohater                                                                  | Chris Evans                                                        | Wygrana   | [ 101 ] |
| 2011 | Scream Awards                           | Najlepszy aktor drugoplanowy                                                            | Tommy Lee Jones                                                    | Nominacja | [ 101 ] |
| 2011 | Scream Awards                           | Przełomowy występ aktorki                                                               | Hayley Atwell                                                      | Nominacja | [ 101 ] |
| 2011 | Scream Awards                           | Scena walki roku                                                                        | Kapitan Ameryka kontra Red Skull                                   | Nominacja | [ 101 ] |
| 2011 | Scream Awards                           | Najlepszy film w technologii 3D                                                         | Kapitan Ameryka: Pierwsze starcie                                  | Nominacja | [ 101 ] |
| 2011 | Scream Awards                           | Najlepszy film na podstawie komiksu                                                     | Kapitan Ameryka: Pierwsze starcie                                  | Nominacja | [ 101 ] |
| 2011 | Houston Film Critics Society Awards     | Najlepsza piosenka                                                                      | „Star Spangled Man” – Alan Menken, David Zippel                    | Nominacja | [ 102 ] |
| 2011 | St. Louis Film Critics Association      | Najlepsze efekty specjalne                                                              | Kapitan Ameryka: Pierwsze starcie                                  | Nominacja | [ 102 ] |
| 2011 | Phoenix Film Critics Society Awards     | Najlepsza piosenka                                                                      | „Star Spangled Man” – Alan Menken, David Zippel                    | Nominacja | [ 103 ] |
| 2012 | Georgia Film Critics Association        | Najlepsza piosenka                                                                      | „Star Spangled Man” – Alan Menken, David Zippel                    | Nominacja | [ 104 ] |
| 2012 | BMI Film & TV Awards                    | Muzyka filmowa                                                                          | Alan Silvestri                                                     | Wygrana   | [ 105 ] |
| 2012 | People’s Choice Awards                  | Ulubiony superbohater                                                                   | Chris Evans                                                        | Nominacja | [ 106 ] |
| 2012 | Empire Awards                           | Najlepszy film fantastycznonaukowy / fantasy                                            | Kapitan Ameryka: Pierwsze starcie                                  | Nominacja | [ 107 ] |
| 2012 | MTV Movie Awards                        | Najlepszy bohater                                                                       | Chris Evans                                                        | Nominacja | [ 108 ] |
| 2012 | Saturn Awards                           | Najlepszy film sci-fi                                                                   | Kapitan Ameryka: Pierwsze starcie                                  | Nominacja | [ 109 ] |
| 2012 | Saturn Awards                           | Najlepszy aktor                                                                         | Chris Evans                                                        | Nominacja | [ 109 ] |
| 2012 | Saturn Awards                           | Najlepszy aktor drugoplanowy                                                            | Stanley Tucci                                                      | Nominacja | [ 109 ] |
| 2012 | Saturn Awards                           | Najlepsza muzyka                                                                        | Alan Silvestri                                                     | Nominacja | [ 109 ] |
| 2012 | Saturn Awards                           | Najlepsza scenografia                                                                   | Rick Heinrichs                                                     | Nominacja | [ 109 ] |
| 2012 | Saturn Awards                           | Najlepsze kostiumy                                                                      | Anna B. Sheppard                                                   | Nominacja | [ 109 ] |
| 2012 | Saturn Awards                           | Najlepsze efekty specjalne                                                              | Mark Soper, Christopher Townsend i Paul Corbould                   | Nominacja | [ 109 ] |
| 2012 | Amerykańska Gildia Scenografów          | Najlepsza scenografia w filmie fantasy                                                  | Rick Heinrichs                                                     | Nominacja | [ 110 ] |
| 2012 | Hugo Awards                             | Najlepsza prezentacja dramatyczna (długa forma)                                         | Kapitan Ameryka: Pierwsze starcie                                  | Nominacja | [ 111 ] |
| 2012 | MovieGuide Awards                       | Najlepszy film dla dojrzałej publiczności                                               | Kapitan Ameryka: Pierwsze starcie                                  | Nominacja | [ 112 ] |
| 2012 | MovieGuide Awards                       | Nagroda „Faith and Freedom”                                                             | Kapitan Ameryka: Pierwsze starcie                                  | Wygrana   | [ 112 ] |
| 2012 | VES Awards                              | Najlepsza kompozycja w filmie aktorskim                                                 | Casey Allen, Trent Claus, Brian Hajek, Cliff Welsh                 | Wygrana   | [ 113 ] |
| 2012 | VES Awards                              | Najlepsze efekty specjalnie w filmie, gdzie efekty odgrywają główną rolę                | Charlie Noble, Mark G. Soper, Christopher Townsend, Edson Williams | Nominacja | [ 113 ] |

## Kontynuacja
W kwietniu 2011 roku poinformowano, że Christopher Markus i Stephen McFeely powrócą jako scenarzyści kontynuacji. W czerwcu 2012 roku ujawniono, że Anthony i Joe Russo zajmą się reżyserią filmu. Kapitan Ameryka: Zimowy żołnierz zadebiutował w 2014 roku. Tytułową rolę powtórzył Chris Evans, a obok niego w rolach głównych wystąpili: Scarlett Johansson, Sebastian Stan, Anthony Mackie, Cobie Smulders, Frank Grillo, Emily VanCamp, Hayley Atwell, Robert Redford i Samuel L. Jackson.
W marcu 2014 roku potwierdzono, że bracia Russo powrócą na stanowisko reżysera, a Markus i McFeely jako scenarzyści trzeciego filmu. Kapitan Ameryka: Wojna bohaterów pojawił się w 2016 roku. Tytułową rolę ponownie zagrał Evans, a obok niego w rolach głównych wystąpili: Johansson, Stan, Mackie, VanCamp, Grillo, Robert Downey Jr., Don Cheadle, Jeremy Renner, Chadwick Boseman, Paul Bettany, Elizabeth Olsen, Paul Rudd, Tom Holland, William Hurt i Daniel Brühl.
Evans powtórzył rolę Steve’a Rogersa / Kapitana Ameryki w filmach Avengers z 2012, Avengers: Czas Ultrona z 2015, Avengers: Wojna bez granic z 2018 i Avengers: Koniec gry z 2019 roku.
W 2013 roku, po premierze filmu krótkometrażowego Agentka Carter, Marvel Television podjęło decyzję o produkcji serialu z Hayley Atwell w tytułowej roli. W styczniu 2014 roku poinformowano, że Tara Butters i Michele Fazekas będą jego twórcami, później dołączył do nich Chris Dingess. Główne role zagrali również James D’Arcy, Chad Michael Murray, Enver Gjokaj, Shea Whigham, Reggie Austin i Wynn Everett. Serial Agentka Carter miał premierę w 2015 roku na antenie ABC i został zakończony po dwóch sezonach w 2016 roku.
W kwietniu 2021 roku poinformowano, że przygotowywany jest czwarty film o Kapitanie Ameryce, który kontynuować będzie historię Sama Wilsona z serialu Falcon i Zimowy Żołnierz. Za jego scenariusz odpowiadać mają Spellman i Dalan Musson, a za reżyserię Julius Onah. Kapitan Ameryka: Nowy wspaniały świat został zapowiedziany na 2025 rok, a w tytułowej roli wystąpi Anthony Mackie.